# Volcà Bárcena
El Bárcena és un volcà que es troba a l'extrem sud de l'illa San Benedicto, Mèxic. Forma part de la cadena d'illes volcàniques conegudes com a illes Revillagigedo, a l'oceà Pacífic. Es troba a 350 quilòmetres de la costa sud-est de la península de Baixa Califòrnia i la ciutat més propera és Cabo San Lucas.
El volcà es va formar per una sèrie d'erupcions que van començar l'1 d'agost de 1952. La primera erupció va tenir lloc a primera hora del matí i va tenir un índex d'explosivitat volcànica de 3.  Aquesta erupció va expulsar immenses quantitats de cendres i roques. L'erupció fou la responsable de la formació de la base del volcà. Una segona erupció va formar un gran cràter a l'interior del con volcànic, mentre una tercera erupció expulsà lava per tota l'illa. Aquestes erupcions es van produir durant un període de set mesos. El cim del volcà s'eleva fins als 330 msnm.